# Jacques Villeglé
Jacques Villeglé nacido con Jacques Mahé de la Villeglé (Quimper, 27 de marzo de 1926-París, 6 de junio de 2022) fue un artista francés de medios mixtos y affichiste famoso por su alfabeto con letras simbólicas y escote con carteles rasgados o lacerados. Fue miembro del grupo de arte Nouveau Réalisme (1960-1970). Su obra se centra principalmente en lo anónimo y en los restos marginales de la civilización.

## Biografía
Villeglé comenzó a producir arte en 1947 en Saint-Malo recolectando objetos encontrados (alambres de acero, ladrillos del muro de contención del Atlántico de Saint-Malo). En diciembre de 1949, concentró su trabajo en los carteles publicitarios arrancados de la calle. Trabajando con su compañero artista Raymond Hains, Villeglé comenzó a utilizar el collage y carteles encontrados/arrancados de anuncios callejeros para crear hipergrafías psicogeográficas ultraletristas en la década de 1950, y en junio de 1953 publicó Hepérile Éclaté, un poema fonético de Camille Bryen, que fue se vuelve ilegible cuando se lee a través de tiras de vidrio ranurado hechas por Hains.
Construyó carteles en los que uno ha sido colocado sobre otro u otros, y el cartel o carteles de arriba han sido arrancados, dejando al descubierto en mayor o menor medida el cartel o carteles de debajo. En 1958, Villeglé publicó un resumen de su trabajo sobre carteles rasgados, colectivos Des Réalités, que es en cierto modo una prefiguración del manifiesto del grupo Nuevo Realismo (1960) al que se adhirió en sus inicios.